# Cổng cao ở Gryfice
Cổng cao ở Gryfice (tiếng Ba Lan: Brama Wysoka w Gryficach) là một trong những thành phần của khu phức hợp công sự phía nam của thành phố Gryfice, Ba Lan. Hiện tại, Cổng cao tọa lạc ngay tại vị trí trung tâm thành phố, ở phía Nam của khu Phố cổ.
Cổng cao ở Gryfice được xây dựng vào thế kỷ 15. Trong quá khứ, ngoài chức năng phòng thủ, tòa nhà này còn từng được sử dụng làm một điểm thu phí vào trung tâm, cụ thể là thu phí của các thương gia, thợ thủ công và nông dân địa phương, những đối tượng này là những người có ý định bán hàng hóa trong các hội chợ và cuộc họp chợ.
Trong các văn bản lưu trữ, tòa nhà này được đề cập đến bằng nhiều tên khác nhau, chẳng hạn như Cổng Szczecin (tiếng Latinh) valva Zezinensis, Kamieńska, Nowogardzka hoặc Stargardzka. Cổng cao là một trong ba cổng còn đang hoạt động ở Gryfice. Trong ba cổng này, Cổng đá và Cổng cao là những công trình lịch sử đã được ghi danh vào Sổ đăng ký các di tích bất động trong tỉnh Zachodniopomorskie của Viện Di sản Quốc gia Ba Lan. Cổng cao   được đăng ký theo số 52 ngày 30 tháng 7 năm 1955.